# Cockington
Cockington – wieś w Anglii, leżąca w hrabstwie ceremonialnym Devon, w dystrykcie (unitary authority) Torbay. Leży 30 km na południe od miasta Exeter i 268 km na południowy zachód od Londynu.